# بازار ملایر
بازار ملایر از جاذبه‌های شهر ملایر است و در سال ۱۳۵۵ با شماره ۱۲۸۶/۳ در فهرست آثار ملی و تاریخی ایران به ثبت رسیده است.

## تاریخچه
قدمت هسته اولیه بازار ملایر به زمان شیخعلی میرزا شیخ الملوک و محمدعلی میرزا دولتشاه فرزندان فتحعلی‌شاه -بانی شهر ملایر- می‌رسد و شامل یک بازار اصلی، دو بازار فرعی، تعدادی سرا و منزل مسکونی در اطراف است. بازار اصلی در دوره شیخ الملوک بنا شده و افرادی چون مهرعلی‌خان قاجار و ابوالقاسم خان نوری و میرفتاح آن راگسترش داده‌اند.
دیرینگی این اثر مربوط به دوران شیخعلی میرزا شیخ الملوک حاکم ملایر و پسر نهم فتحعلی شاه است.

## موقعیت
چهار قسمت این بازار به چهار محله شهر منتهی می‌شود. ورودی بازار در خیابان بروجردی قرار دارد. چندین تیمچه و سرا در دو جهت این بازار وجود دارد که پاره‌ای از آن‌ها چون سرای خان و لحاف‌دوزها از ارزش بیشتری برخوردار است.

## سبک معماری
سبک معماری این بازار اصیل و سنتی است و سخت تحت تاثیرالگوهای بازار دوره صفویه و زندیه همچون بازار وکیل قرار گرفته است. پوشش سقف تمام قسمت‌های بازار، دارای طاق‌های ضربی و گنبدی آجری است و نورگیرهایی در سرتاسر آن و در دو طرف حجره‌ها تعبیه شده است.